# Winterscheid (Ruppichteroth)

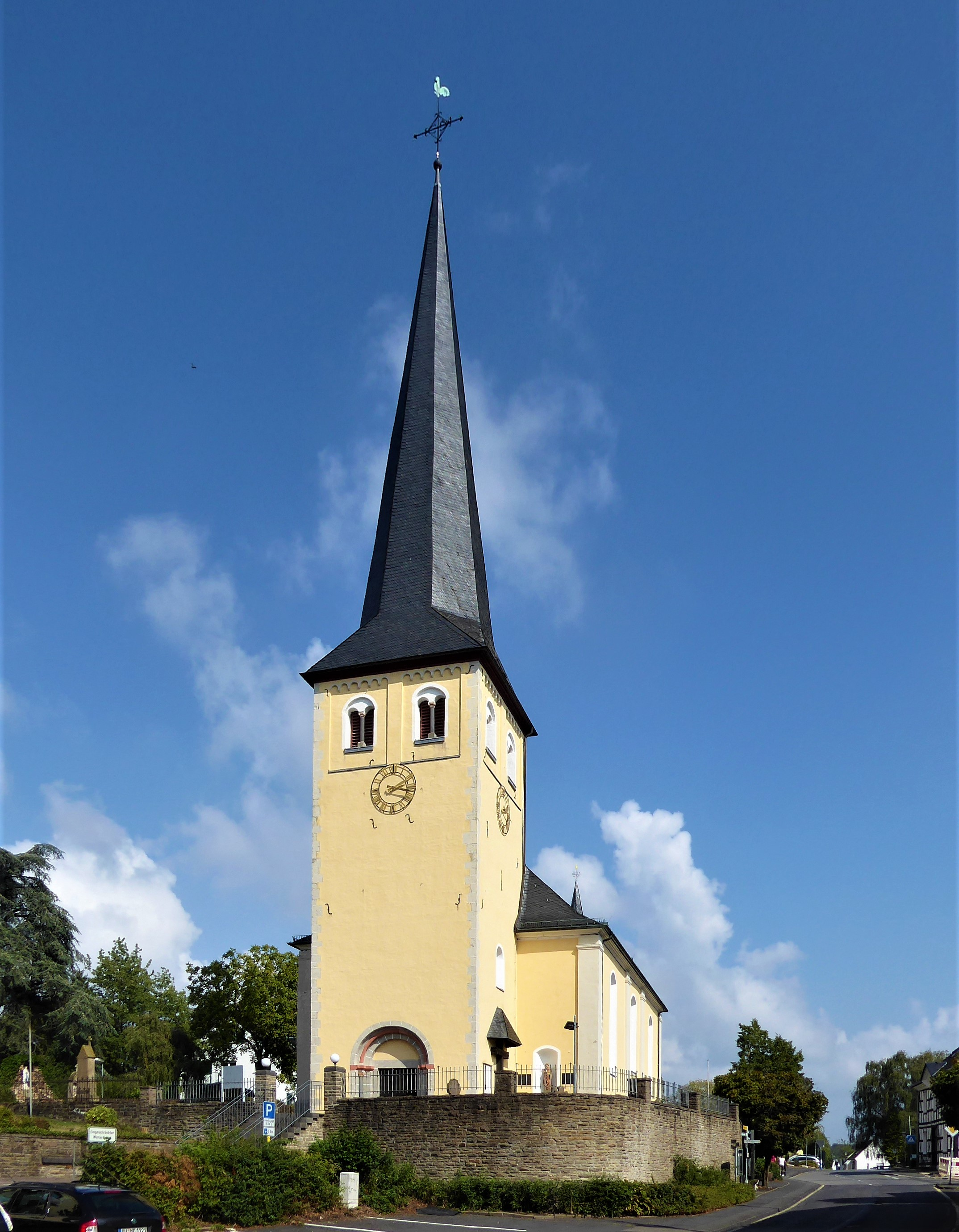
Kirche St. Servatius

Winterscheid ist ein Ortsteil der Gemeinde Ruppichteroth in Nordrhein-Westfalen. Er hat etwa 1500 Einwohner und liegt auf einer Höhe von 220 m ü. NHN im Osten des Rhein-Sieg-Kreises, auf einem Ausläufer des Nutscheids zwischen dem Fluss Bröl und dem Derenbach.

## Geschichte
Erste Besiedelungsaktivitäten auf dem Gebiet der späteren Gemeinde Winterscheid lassen sich durch Bodenfunde, beispielsweise auf dem Rennenberg, für das 6. Jahrhundert v. Chr. annehmen, wobei Streufunde aus der vorausgehenden Zeit schon auf Durchzüge und temporäre Lagerplätze hinweisen. Vermutet wird, dass Landnahmen durch bäuerliche Siedler in größerem Umfang zunächst im 9. Jahrhundert n. Chr. erfolgen. Das gehäufte Vorkommen von Ortsnamen, die auf -scheid, -roth und -rath enden, deutet darauf hin, dass das Gebiet hauptsächlich zwischen dem 11. und 13. Jahrhundert, in der großen Ausbau- und Rodungszeit erschlossen wird. Es unterliegt in diesem Zeitraum im Wesentlichen dem Besitz der Grafschaft Auelgau; hier gelegene kirchliche Ländereien gehören nach einer Urkunde des Königs Heinrich I. vom 18. März 927 über Weinbergbesitz bei Honscheid beispielsweise dem hochadeligen Kanonissenstift in Herford.
Im Jahre 1131 wird der Ort als „Winterskeit“ erstmals namentlich erwähnt, und zwar in einer Urkunde des Papstes Innozenz II., in der dem Bonner Stift St. Cassius und Florentius ein Teilbesitz der Kirche in Winterscheid bestätigt wird. Die Urkunde hält zudem die Verpflichtung der Winterscheider Bevölkerung zur Abgabe des Zehnten an das Stift fest. Auch der Liber valoris von 1308 nennt den Ortsnamen „Winterscheit“. Über die Herkunft dieses Namens gibt es mehrere Deutungen, von denen die Herleitung aus dem althochdeutschen wintar sceida (= Winter-(Schnee-)grenze) oder die Ableitung des Wortteils Winter aus dem lateinischen vinetum (= Weinberg), also Weinbergsgrenze als wahrscheinlichste angenommen werden können.
Spätestens seit Mitte des 14. Jahrhunderts üben die Burggrafen von Drachenfels und die Herren von Stein das Patronat sowie die Kollatur über die Winterscheider Kirche aus. Ab 1530 folgen die Herren zu Myllendonk und – bis etwa 1980 – die Herren von Nesselrode.
Nach einem im Jahre 1791 für die herzogliche Verwaltung in Düsseldorf angefertigten Bericht über das Kirchspiel Winterscheid, das aus den Honschaften Winterscheid, Bröl und Derenbach besteht, leben zu dieser Zeit in 179 Wohngebäuden 186 Familien mit insgesamt 1.046 Personen.

Winterscheid auf der Tranchot-v. Müfflingschen Landesaufnahme von 1817/18

Aus dem seit fast 700 Jahren bestehenden Kirchspiel Winterscheid, das inzwischen zum Amt Blankenberg gehört, wird durch Dekret des französischen Kaisers Napoleon I. vom 14. November 1808 die selbständige Zivilgemeinde Gemeinde Winterscheid. Sie erhält allerdings, weil die Einwohnerzahl zu gering ist, keine eigene Verwaltung – diese teilt sie sich weiterhin mit Ruppichteroth in der Munizipalität bzw. ab 1813 Samtgemeinde Ruppichteroth.
1809 hat der Ort 270 katholische Einwohner. Er bildet mit seinen Nebenorten die Commüne Winterscheid (372 katholische Einwohner) und mit den Commünen Bröl und Derenbach die Spezialgemeinde Winterscheid, die dem alten Kirchspiel entspricht.
Von 1838 bis 1864 befindet sich das Bürgermeisteramt der Samtgemeinde dann vorübergehend in der Gemeinde Winterscheid.
Die Gemeinde Winterscheid hat 1885 2364 ha Fläche, davon 745 ha Ackerfläche, 153 ha Wiesen und 1259 ha Wald, und 306 Wohngebäude (einschließlich unbewohnter) mit 281 Haushaltungen. Hier leben 1276 Menschen (630 Männer und 646 Frauen). 1274 Personen sind katholisch, zwei evangelisch.
Neben Winterscheid hat die Gemeinde die Ortsteile Bechlingen, Beiert, Beierterhof, Bettringen, Brölerhof, Broscheid, Büchel, Dehrenbach, Dehrenbacherhof, Felderhof, Felderhoferbrücke, Fußhollen, Hatterscheid, Herrnstein, Höfferhof, Holenfeld, Hönscheid, Ingersauel, Ingersauelerhof, Litterscheid, Neuenhof, Reiferscheid, Schmitzdörfgen, Schreckenberg, Sieferhof, Stockum, Thilhove, Tüschenhohn, Winterscheiderbröl und Winterscheidermühle.
1925 wird Winterscheid an das elektrische Überlandnetz der Union Dieringhausen angeschlossen, aber erst 1961 erhält der Ort eine öffentliche Trinkwasserversorgung. Zuvor versorgten sich die Einwohner aus Dorfbrunnen und Siefen oder holten Brauchwasser aus Bröl und Derenbach.
Winterscheids gemeindliche Selbständigkeit endet mit dem Inkrafttreten des Gesetzes zur kommunalen Neugliederung des Raumes Bonn (Bonn-Gesetz) am 1. August 1969. Seitdem bildet es zusammen mit Ruppichteroth, Schönenberg sowie weiteren kleineren Ortsteilen die Gemeinde Ruppichteroth.
1973 und 1981 entscheidet Winterscheid den Wettbewerb „Unser Dorf soll schöner werden“ auf Ebene des Rhein-Sieg-Kreises für sich, 1973, 1975, 1977, 1979 und 1981 werden Silbermedaillen im Landeswettbewerb errungen.

### Einwohnerentwicklung
| Jahr | Ew.  |
| ---- | ---- |
| 1816 | 1318 |
| 1843 | 1640 |
| 1895 | 1171 |
| 1939 | 1122 |
| 1950 | 1583 |
| 1961 | 1455 |
| 1979 | 2364 |
| 2016 | 1564 |

## Sehenswertes

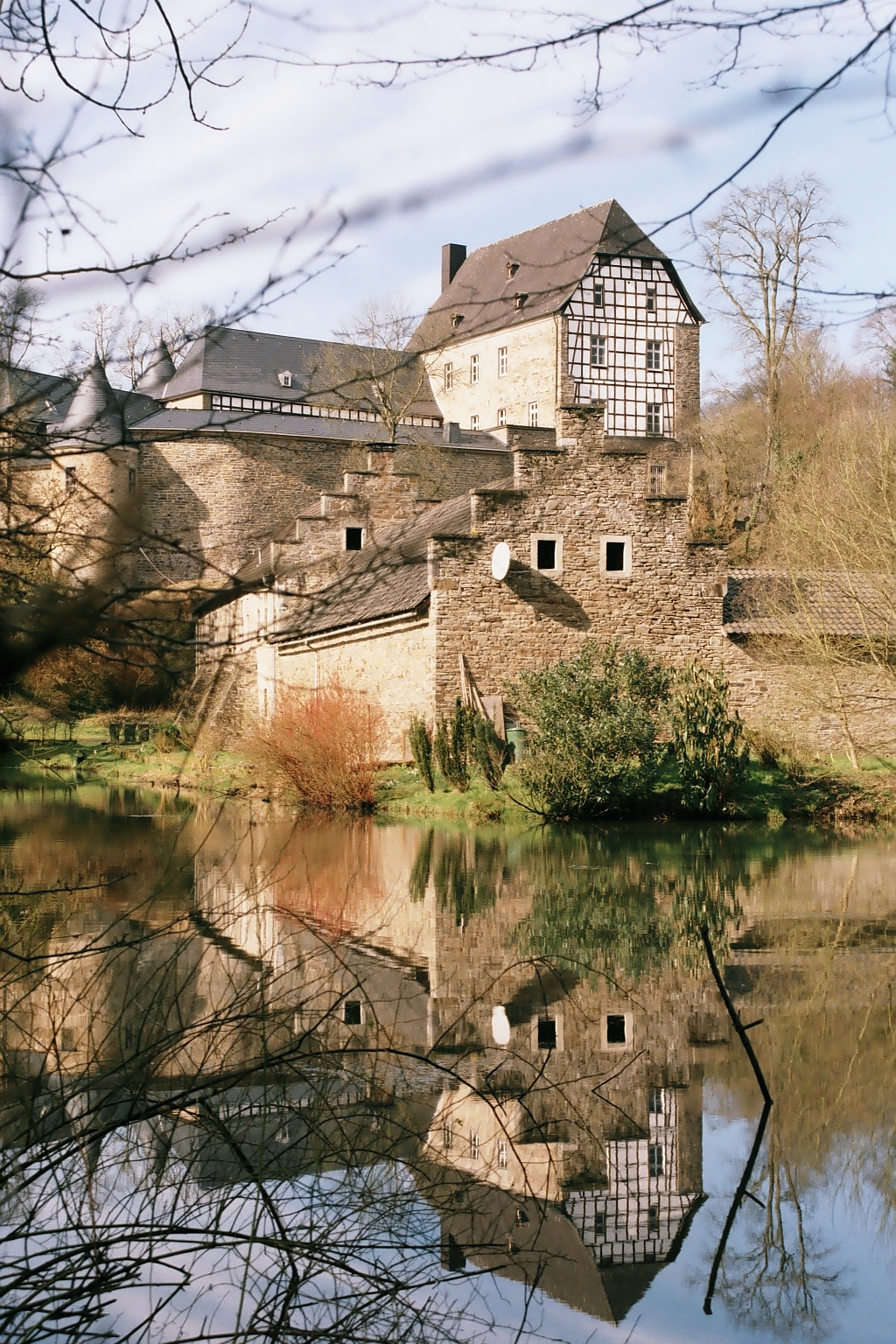
Burg Herrnstein
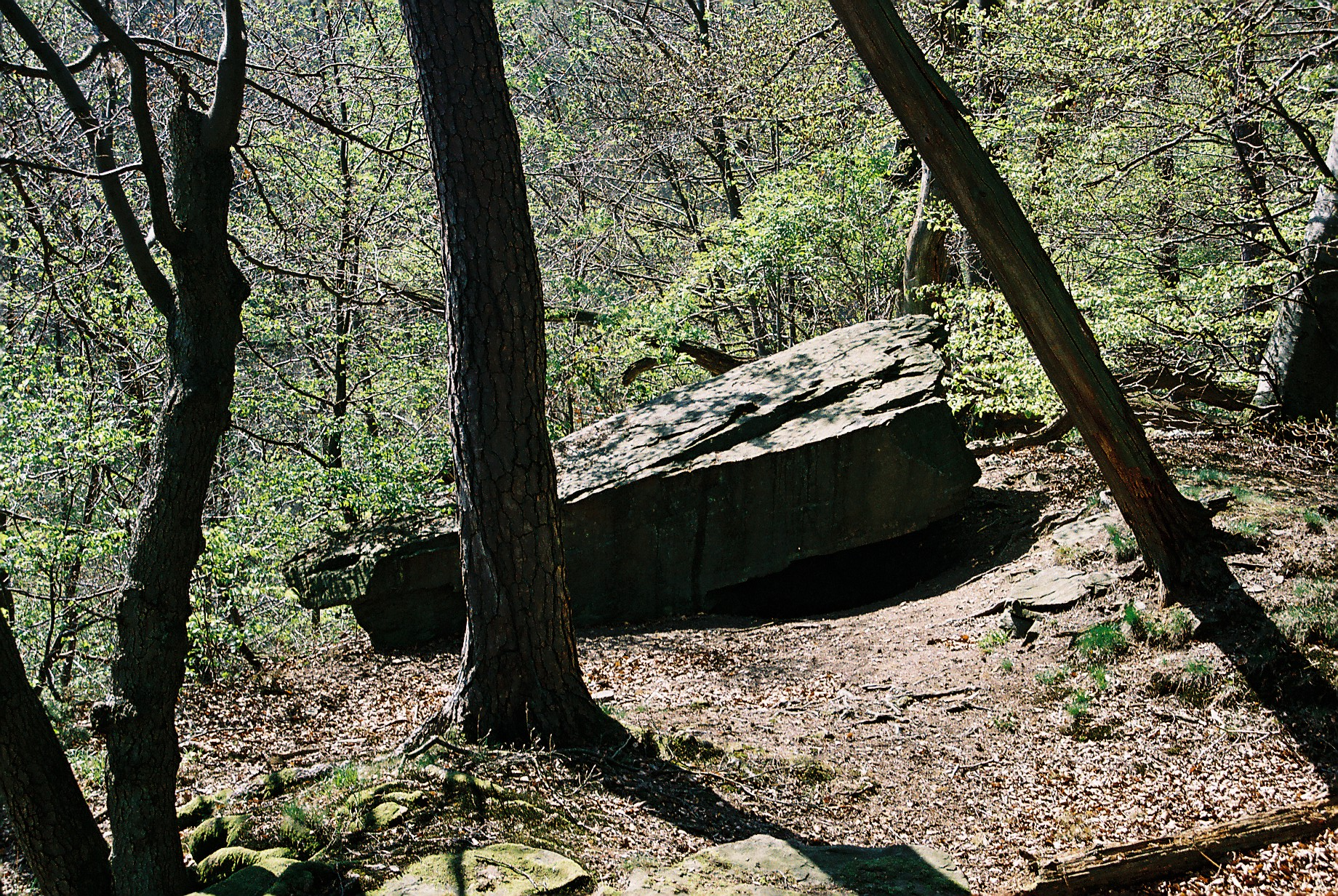
Teufelskiste
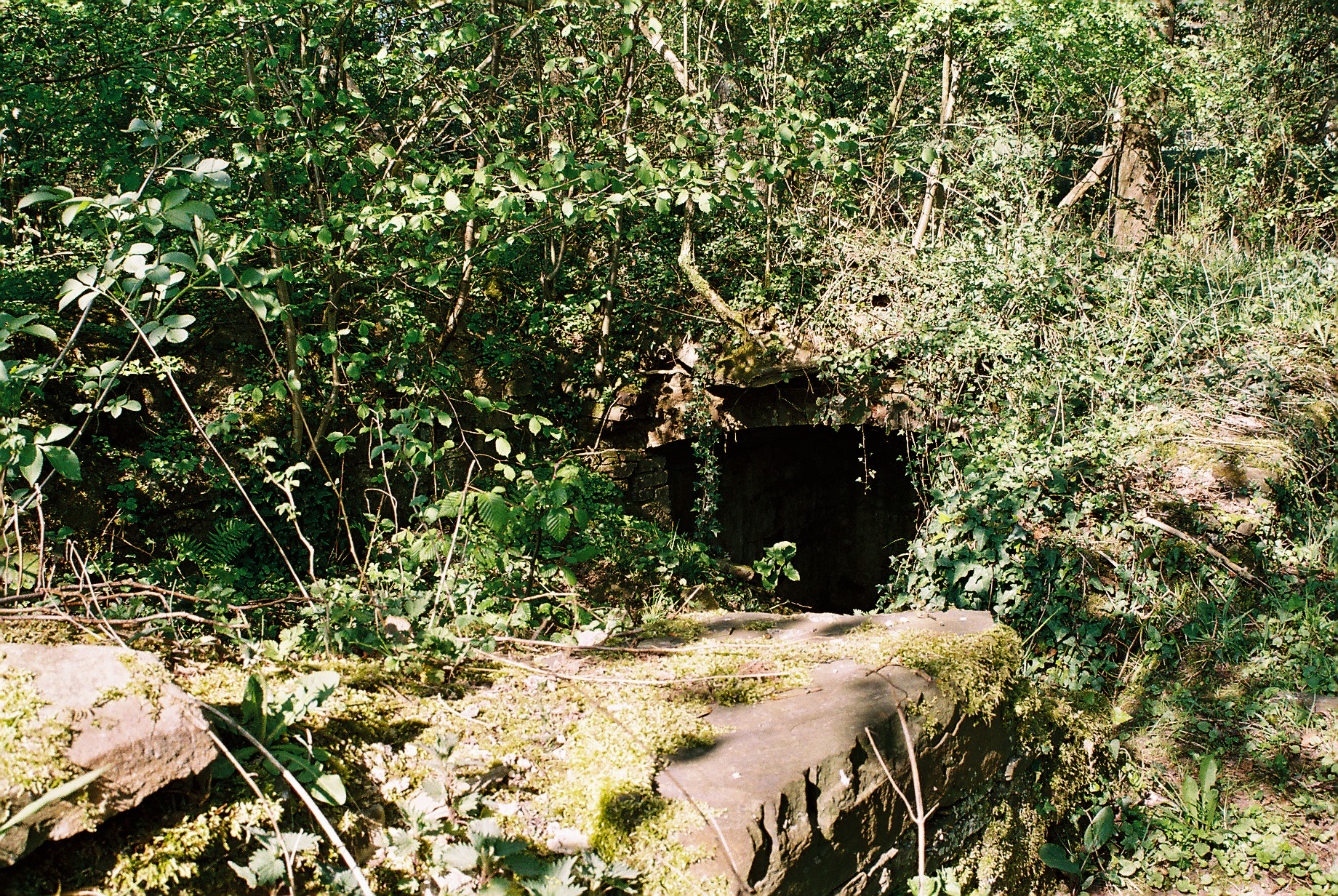
Gut Bettringen
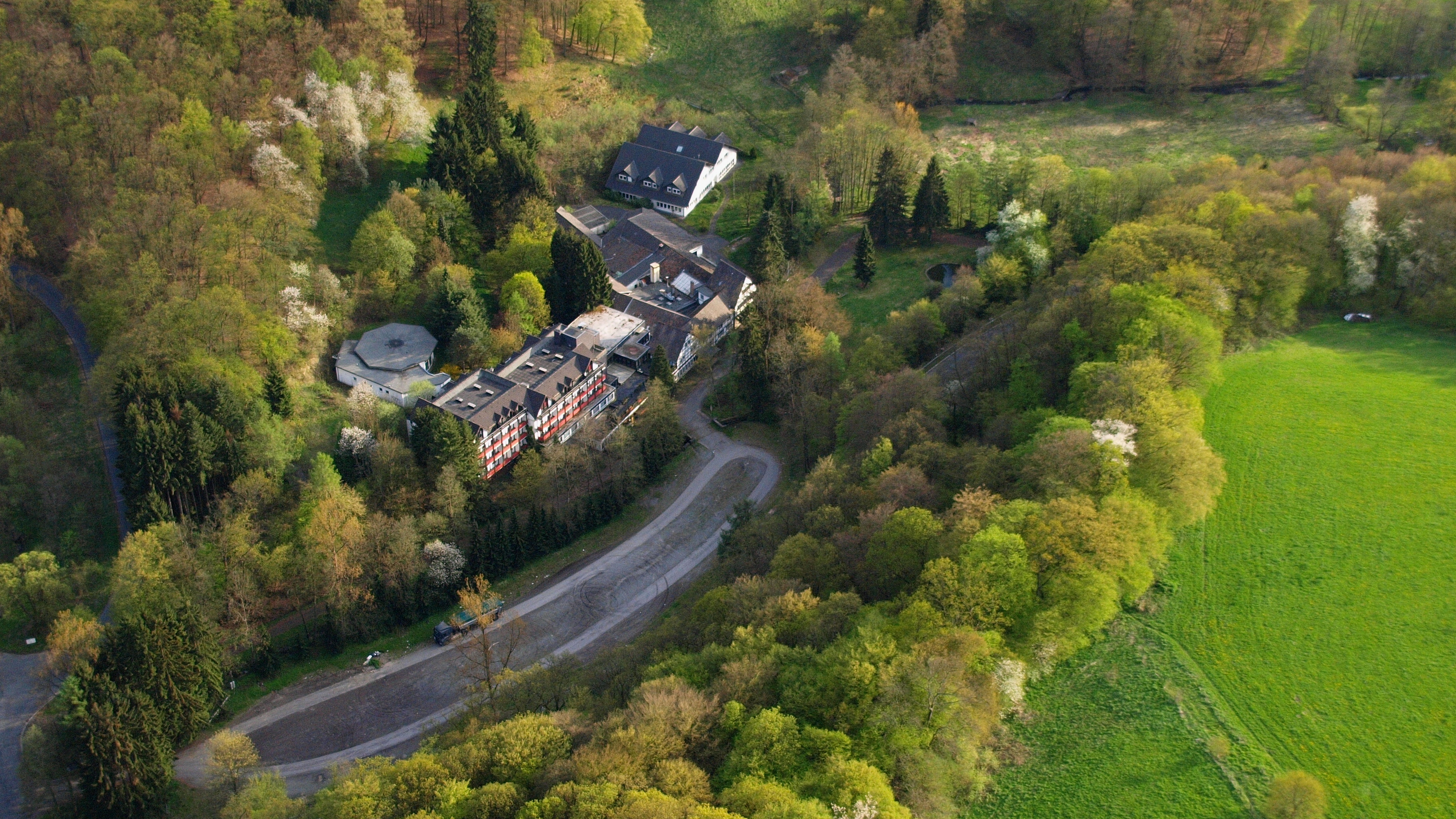
Winterscheider-Mühle

Zu den Sehenswürdigkeiten zählen
- Teufelskiste, ein sagenumwobener Felsstein
- Rennenburg, eine Ringwallanlage aus der Zeit 9. bis 10. Jahrhundert
- Pfarrkirche St. Servatius, eine romanische Kirche aus dem 12. Jahrhundert
- Burg Herrnstein, eine Hangburg aus dem 13. Jahrhundert
- Gut Bettringen, eine Wüstung, die auf ein Rittergut zurückgeht
- Rennenbergkreuz, ein Holzkreuz aus dem Jahre 1788
- Wendelinuskapelle, eine Kapelle aus dem 19. Jahrhundert
- V1-Stellungen im Nutscheid, Ruinen von V1-Abschussrampen der Wehrmacht

Im Tal des Derenbachs lag das über die Ortsgrenzen hinaus bekannte Hotel und Restaurant „Winterscheider Mühle“, das nach dem Zweiten Weltkrieg aus einer kleinen, wasserbetriebenen Fruchtmühle hervorgegangen ist, die 1837 durch den Ackerer Johann Kremer errichtet worden war. Neben den dem Standard entsprechenden Wellness-Einrichtungen war dem Hotel auch ein kleiner Wildpark angeschlossen. Inzwischen hat die Freie Evangeliums Christengemeinde Hennef das Objekt gekauft. Das bisherige Gemeindezentrum in Hennef soll, weil der Platz nicht mehr ausreicht, zur Winterscheider Mühle verlegt werden. Am 29. November 2013 hat die Christengemeinde die Änderung von Flächennutzungs- und Bebauungsplan beantragt.
Am Stachelberg, südlich vom Ortsteil Honscheid, markiert heute ein beliebter Aussichtspunkt mit Blick auf das ca. 130 m tiefer liegende Siegtal und den Westerwald die südliche Ortsgrenze von Winterscheid. Eine hier montierte Rampe dient dem Start von Drachenfliegern.

## Brauchtum

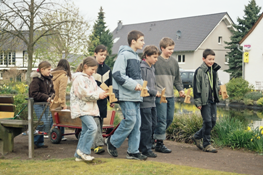
Klasperzug 2007
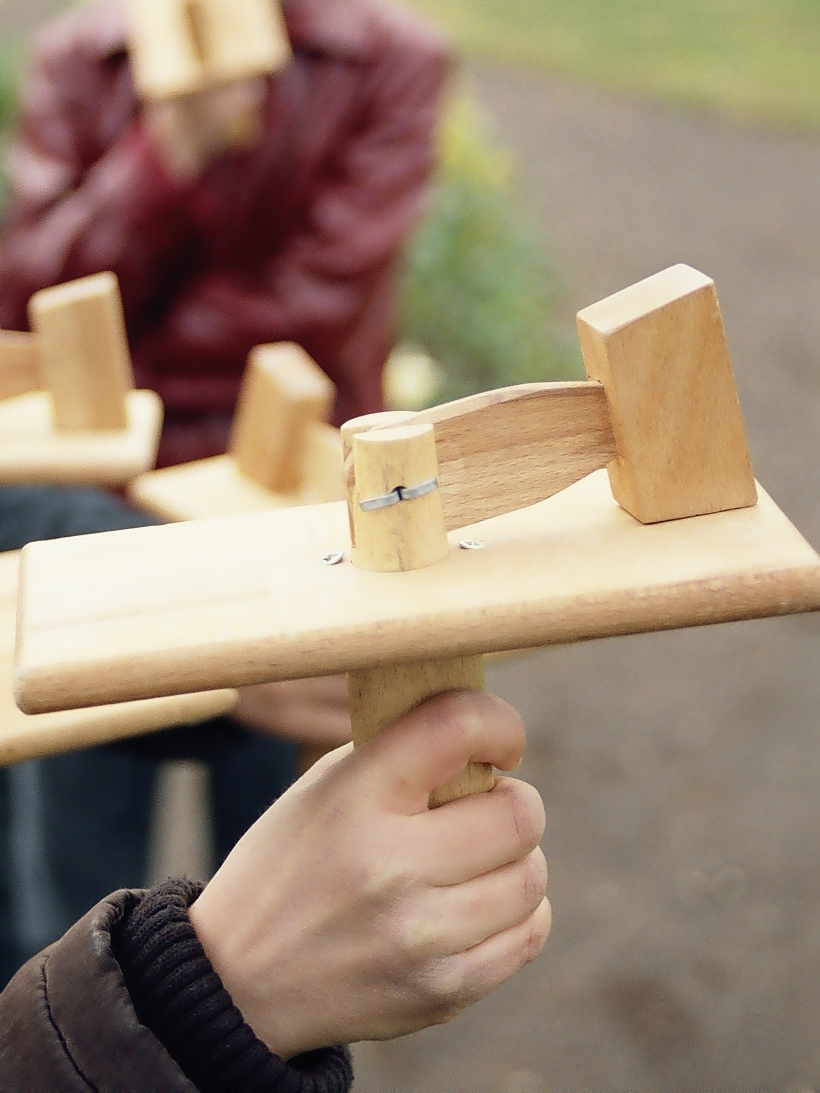
Klasper, wie sie in Winterscheid verwendet wird

Bei Klaspern handelt sich um einen Osterbrauch, bei dem in der Karwoche das Glockengeläut durch „Klaspern“ ersetzt wurde. Der Überlieferung zufolge schweigen nämlich von Karfreitag bis Ostern die Glocken bzw. deren Zungen, die Klöppel, da sie alle nach Rom geflogen sind. Gruppen von Schulkindern zogen dazu von Gründonnerstag bis Karsamstag mehrmals täglich – um 6:00, um 11:30, vor jeder Messe und Andacht und um 19:00 Uhr – durch den Ort und erzeugten mit einem kleinen Holzbrettchen, der „Klasper“, an dem ein Griff und ein beweglicher Holzklöppel befestigt war, ein klapperndes Geräusch. Auch das Sammeln von Eiern, die anschließend an die teilnehmenden Kinder verteilt wurden, gehörte dazu.
Nachdem zwischenzeitlich das Interesse an diesem alten Brauch vollständig nachgelassen hatte, ziehen heute wieder Kinder aus Winterscheid an Karfreitag und -samstag klaspernd durch ihren Heimatort.
Man findet diesen Brauch unter anderen Namen beispielsweise auch in der Fränkischen Schweiz, Ostbelgien, der Eifel und Teilen Österreichs.

## Persönlichkeiten
- Arnold Lückerath (1805–1873), „Herrgotts Arnöldche“, war ein über seinen Heimatort hinaus bekannter Holzbildhauer[10][22]
- Joseph Dietzgen (1828–1888), deutscher Arbeiterphilosoph und Journalist
- Franz M. Jansen (1885–1958), deutscher Maler und Grafiker
- Fifi Kreutzer (1891–1977), deutsche Malerin
- Burkhard Ziese (1944–2010), internationaler Fußballtrainer

## Verkehrsanbindung
Winterscheid ist von Hennef und Ruppichteroth aus mit der Buslinie 531 der RSVG zu erreichen.

## Straßenbezeichnungen
Die Straße Zum Irrgarten beruht auf einem früheren Irrgarten, einer ehemaligen Fichtenschonung um das Jahr 1930. Angelegt wurde dieses Arrangement mit einem Eingang und einer Sitzgruppe am Ende von Phillip Walterscheid (1869–1951), genannt Decke Phillip. Der Irrgarten war damals vielen Winterscheider Familien einen Spaziergang wert.
Auf den bis ins 9. Jahrhundert zurückgehenden Weinbau weisen die Straßenbezeichnungen Im Wingert und Am Südhang hin. Urkundlich nachgewiesen sind Anbauflächen in Größen von rund 55 Ar in der Stachelhardt (auch Stachelberg genannt) am Südhang des Siegtals, nördlich von Bülgenauel und südlich von Honscheid. Er wurde auf den im Gemeindegebiet liegenden Flächen im Jahre 1884 eingestellt und endete insgesamt 1907 nach dem Verkauf der letzten im kirchlichen Besitz stehenden Weinberge, die sich allerdings auf der außerhalb der Ortsgrenzen liegenden Gemarkung Bülgenauel befanden.